# پی‌اس تریلیوم
پی‌اس تریلیوم (به انگلیسی: PS Trillium) یک کشتی است که طول آن ۱۵۰ فوت (۴۵٫۷ متر) می‌باشد. این کشتی در سال ۱۹۱۰ ساخته شد.